# Jean-Christophe Thouvenel
Jean-Christophe Thouvenel (Colmar, 8 de outubro de 1958) é um ex-futebolista profissional francês que atuava como defensor, campeão olímpico em Los Angeles 1984

## Carreira
Jean-Christophe Thouvenel representou o seu país nos Jogos Olímpicos de Verão de 1984, conquistando a medalha de ouro.